# Обикновено просо
Обикновените проса (Panicum miliaceum) са вид растения от семейство Житни (Poaceae).
Таксонът е описан за пръв път от шведския ботаник и зоолог Карл Линей през 1753 година.